# Iso Ukkosenjärvi
Iso Ukkosenjärvi eller Ukkostenjärvi är en sjö i Finland. Den ligger i kommunen Posio i landskapet Lappland, i den norra delen av landet, 700 km norr om huvudstaden Helsingfors. Iso Ukkosenjärvi ligger 255,2 meter över havet. Arean är 67,4 hektar och strandlinjen är 7,7 kilometer lång. Sjön  ingår i Kemi älvs huvudavrinningsområde. 